# Teste de Aborto 1 (Apollo)
Teste de Aborto 1 (Pad Abort Test 1) foi a designação do primeiro de dois testes, executados como parte do Programa Apollo, efetuados para testar o procedimento de aborto de lançamento da nave Apollo. 

## O procedimento
O procedimento de aborto consistia em, uma vez que os motores de foguete da nave tivessem sido disparados e ocorresse uma condição de erro irreparável, lançar a cápsula com os astronautas para longe do foguete principal em segurança, usando um pequeno foguete e pára-quedas, e destruir o foguete principal. O teste ocorreu em 7 de novembro de 1963. Tal procedimento jamais foi necessário em nenhuma das missões Apollo.